# Coupe Spengler 1929
Navigation
Édition précédente Édition suivante
La Coupe Spengler 1929 est la 7e édition de la Coupe Spengler. Elle se déroule en décembre 1929 à Davos, en Suisse.

## Règlement du tournoi
Les huit équipes sont réparties en deux groupes de quatre équipes chacun. Le groupe A est composé du Hockey Club Davos, de l'Université d'Oxford, du SC Berlin et de l'Akademischer EHC Zürich. Le groupe B est composé du LTC Prague, du Hockey Club Milan, de l'Université de Cambridge et d'une seconde équipe du Hockey Club Davos,
Les équipes jouent un match contre chacune des autres équipe de son groupe. La deuxième équipe du groupe A rencontre la deuxième équipe du groupe B pour la 3e place. Les premiers de chaque groupe se rencontrent afin de déterminer le vainqueur de la Coupe Spengler.

## Résultats

### Phase de groupes

#### Groupe A
| Clt   | Équipe                  | PJ | V | VP | D | DP | BP | BC | Pts |
| ----- | ----------------------- | -- | - | -- | - | -- | -- | -- | --- |
| +001, | HC Davos                | 3  | 3 | 0  | 0 | 0  | 24 | 6  | 6   |
| +002, | SC Berlin               | 3  | 2 | 0  | 1 | 0  | 7  | 6  | 4   |
| +003, | Université d'Oxford     | 3  | 1 | 0  | 2 | 0  | 11 | 10 | 2   |
| +004, | Akademischer EHC Zürich | 3  | 0 | 0  | 3 | 0  | 3  | 23 | 0   |

- Qualifié directement pour la finale

| décembre | SC Berlin | 3-1 | Université d'Oxford |  |

| décembre | Akademischer EHC Zürich | 2-13 | HC Davos |  |

| décembre | Akademischer EHC Zürich | 1-7 | Université d'Oxford |  |

| décembre | HC Davos | 5-1 | SC Berlin |  |

| décembre | HC Davos | 6-3 | Université d'Oxford |  |

| décembre | Akademischer EHC Zürich | 0-3 | SC Berlin |  |

#### Groupe B
| Clt   | Équipe                  | PJ | V | VP | D | N | BP | BC | Pts |
| ----- | ----------------------- | -- | - | -- | - | - | -- | -- | --- |
| +001, | LTC Prague              | 3  | 3 | 0  | 0 | 0 | 20 | 2  | 6   |
| +002, | Université de Cambridge | 3  | 2 | 0  | 1 | 0 | 10 | 4  | 4   |
| +003, | HC Davos B              | 3  | 0 | 0  | 2 | 1 | 4  | 16 | 1   |
| +004, | HC Milan                | 3  | 0 | 0  | 2 | 1 | 3  | 15 | 1   |

- Qualifié directement pour la finale

|  | HC Milan | 3-3 | HC Davos B |  |

| décembre | Université de Cambridge | 2-3 | LTC Prague |  |

| décembre | LTC Prague | 7-0 | HC Davos B |  |

| décembre | Université de Cambridge | 2-0 | HC Milan |  |

| décembre | LTC Prague | 10-0 | HC Milan |  |

| décembre | Université de Cambridge | 6-1 | HC Davos B |  |

### Phase finale

#### Match pour la3eplace
| 31 décembre | SC Berlin | 2-1 | Université de Cambridge |  |

#### Finale
| 31 décembre | HC Davos | 2-3 (1:3, 1:0, 0:0). | LTC Prague |  |